# 菲奧倫巴赫河
52°12′7.23″N 8°23′32.71″E / 52.2020083°N 8.3924194°E

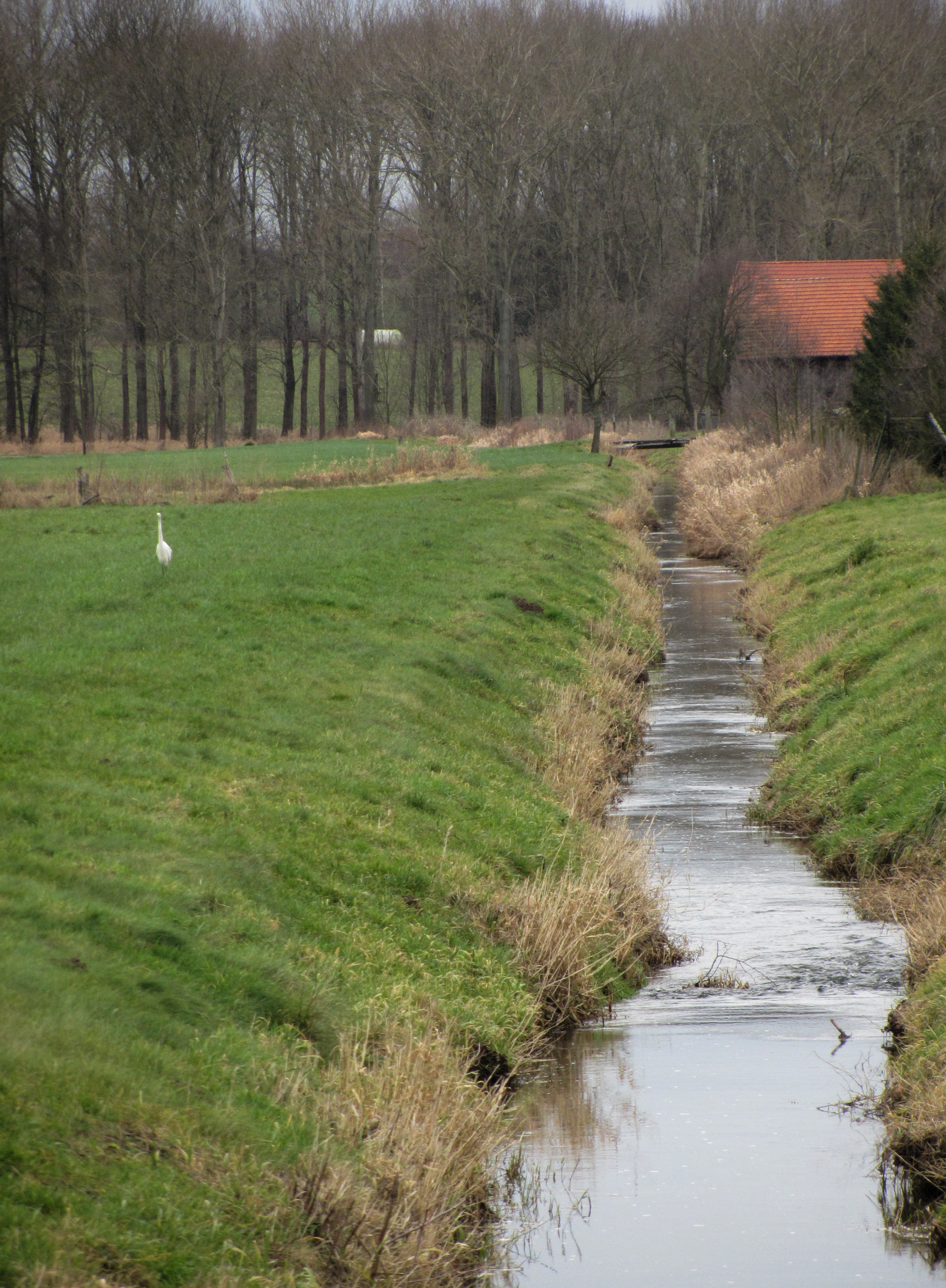

菲奧倫巴赫河（德語：Violenbach），是德國的河流，位於該國西部，流經北萊茵-威斯特法倫州和下薩克森州，屬於埃爾瑟河的支流，河道全長20.2公里，流域面積54.8平方公里。